# Sainte-Marie (Québec)
Sainte-Marie ist eine Stadt (ville) und Hauptort der MRC La Nouvelle-Beauce in der kanadischen Provinz Québec.
Die Stadt liegt 55 km südsüdöstlich der Provinzhauptstadt Québec am Ostufer des Flusses Rivière Chaudière.
Sie zählte im Jahr 2016 insgesamt 13.565 Einwohner und hat eine Fläche von 107,57 km².

## Geschichte
Saint-Marie wurde im Jahr 1736 von Thomas-Jacques Taschereau gegründet.
1958 erhielt Sainte-Marie die Stadtrechte.

## Verkehr
Die Autoroute 73 führt von Sainte-Marie nach Lévis.

## Sehenswürdigkeiten
Die katholische Kirche Sainte-Marie in der Stadtmitte wurde zwischen 1855 und 1856 erbaut.

## Söhne und Töchter
- Marius Barbeau (1883–1969), Anthropologe
- Lionel Audet (1908–1989), römisch-katholischer Geistlicher, Weihbischof in Québec
- Clément Fecteau (1933–2017), römisch-katholischer Geistlicher, Bischof von Sainte-Anne-de-la-Pocatière
- Louis Corriveau (* 1964), römisch-katholischer Geistlicher, Bischof von Joliette
- Jonathan Ferland (* 1983), Eishockeyspieler
- Thomas Chabot (* 1997), Eishockeyspieler
- Éliot Grondin (* 2001), Snowboarder